# Pentaphragma jaherii
Pentaphragma jaherii är en tvåhjärtbladig växtart som beskrevs av Airy Shaw. Pentaphragma jaherii ingår i släktet Pentaphragma och familjen Pentaphragmataceae. Inga underarter finns listade i Catalogue of Life.